# Save (Garonne)
Die Save ist ein Fluss im südwestlichen Frankreich, der in der Region Okzitanien verläuft. Sie entspringt im Gemeindegebiet von Lannemezan, am gleichnamigen Plateau von Lannemezan, entwässert generell in nordöstlicher Richtung und mündet nach rund 144 Kilometern bei Grenade als linker Nebenfluss in die Garonne. Auf ihrem Weg durchquert die Save die Départements Hautes-Pyrénées, Haute-Garonne, Gers und berührt knapp vor der Mündung auf einer Länge von wenigen Metern auch das Département Tarn-et-Garonne. Da sie in Trockenperioden wenig Wasser führt, wird sie – wie die meisten Flüsse am Plateau von Lannemezan – vom Canal de la Neste künstlich bewässert.

## Orte am Fluss
(Reihenfolge in Fließrichtung)
- Saint-Plancard
- L’Isle-en-Dodon
- Lombez
- Samatan
- L’Isle-Jourdain
- Lévignac
- Montaigut-sur-Save
- Grenade